# Lostallo
Lostallo és un municipi del cantó dels Grisons (Suïssa), situat al districte de Moesa.